# 邁西克 (茲古里夫卡區)
50°24′36″N 31°52′16″E / 50.41000°N 31.87111°E
邁斯凱（烏克蘭語：Майське）是位於烏克蘭北部的村莊，由基辅州布羅瓦里區的茲胡里夫卡市鎮負責管轄。該村始建於1839年，面積0.77平方公里，海拔高度131米，2001年人口173，人口密度每平方公里224.4人。